# Reynolds (cratère)
 (août 2020).
Si vous disposez d'ouvrages ou d'articles de référence ou si vous connaissez des sites web de qualité traitant du thème abordé ici, merci de compléter l'article en donnant les références utiles à sa vérifiabilité et en les liant à la section « Notes et références ».
Reynolds est un cratère d'impact sur la planète Mars nommé d'après le physicien Osborne Reynolds. Il est situé dans le Quadrangle de Mare Australe à 75,1° de latitude Sud et 157,9° de longitude Ouest, dans la partie extrême Sud de Terra Sirenum. Son diamètre est de 91 km.

## Spiders
Pendant l'hiver, plusieurs gelées s'accumulent, se congèlent directement sur la surface de l'inlandsis permanent, constitué de glace couverte de couches de poussière et de sable. Initialement, le dépôt glaciaire se trouve sous forme d'une couche de givre de CO2 poussiéreux. Après l'hiver le dépôt se cristallise et devient plus dense, et les particules de la poussière et de sable y sont en suspension coulent doucement. Au printemps, la température augmente, la couche de givre devient une plaque de glace semi-transparente d'environ un mètre d'épaisseur, allongée sur un substrat de sable et de poussière sombre. Cette matière (substrat) sombre absorbe la lumière et induit la sublimation de la glace. Finalement, le CO2 exposé à la pression s'accumule. Lorsqu'il trouve un point faible appartenant à la pression, il s'en échappe et souffle la poussière. Les vitesses de la fuite peuvent atteindre 160 km/h. La surface apparaît couverte de taches sombres quand ce processus se produit. Des canaux sombres peuvent parfois être aperçus, ils s'appellent "spiders".